# Лезлі Зен
Таня Кеннон (нар. 19 лютого 1974, Чарлстон), відома як Лезлі Зен (англ. Lezley Zen) — американська порноакторка.

## Біографія
Таня Кеннон народилася 19 лютого 1974 року в Чарлстоні в сім'ї ірландського походження. Після закінчення коледжу працювала менеджеркою ресторану і барвумен. Одружена з порноактором Тревором Зеном, виховує двох дітей.
З 2001 по 2018 рік знялася в 382 порнофільмах.

## Нагороди та номінації
| Рік  | Премія     | Результат | Категорія                                                                                        | Робота                          |
| ---- | ---------- | --------- | ------------------------------------------------------------------------------------------------ | ------------------------------- |
| 2003 | AVN Awards | Номінація | Краща нова старлетка                                                                             |                                 |
| 2004 | AVN Awards | Номінація | Краща оральна сцена — відео (з Остін О'Райлі, Брендоном Айроном і Брайаном Сюрвудом)             | Throat Gaggers 3                |
| 2005 | AVN Awards | Перемога  | Краща актриса другого плану — фільм                                                              | Bare Stage                      |
| 2005 | AVN Awards | Номінація | Краща актриса другого плану — відео                                                              | Fluff & Fold                    |
| 2005 | AVN Awards | Номінація | Краще лесбійське порно — фільм (з Саванною Семсон)                                               | Bare Stage                      |
| 2005 | AVN Awards | Номінація | Краща оральна сцена — фільм (з Еріком Мастерсоном)                                               | Bare Stage                      |
| 2005 | AVN Awards | Номінація | Краща групова сцена — фільм (з Джессіка Дрейк і Бред Армстронг)                                  | The Collector                   |
| 2005 | AVN Awards | Номінація | Краща групова сцена — фільм (із Джордан Хейз і Родом Фонтану)                                    | Debbie Does Dallas: The Revenge |
| 2005 | AVN Awards | Номінація | Краща групова сцена — відео (з Джессікою Дрейк, Монікою Світхарт, Томмі Ганном і Тревором Зеном) | Eye of the Beholder             |
| 2005 | XRCO Award | Номінація | Unsung Siren                                                                                     |                                 |
| 2005 | XRCO Award | Номінація | Single Performance, Actress                                                                      | Bare Stage                      |
| 2005 | XRCO Award | Номінація | Групова сцена (з Джессікою Дрейк, Монікою Світхарт, Томмі Ганном)                                | Eye of the Beholder             |
| 2006 | AVN Awards | Номінація | Краща актриса — фільм                                                                            | Les Bitches                     |
| 2006 | XRCO Award | Номінація | Краще сольне виконання — актриса                                                                 | Les Bitches                     |
| 2016 | AVN Awards | Номінація | Краща лесбійська групова секс-сцена                                                              | Massage School Dropouts         |